# Žoržs Tikmers
Žoržs Tikmers   (Iecava, 22 de gener de 1957) és un remer letó, ja retirat, que va competir sota bandera de la Unió Soviètica durant les dècades de 1970 i 1980.
El 1980 va prendre part en els Jocs Olímpics d'Estiu de Moscou, on guanyà la medalla de plata en la prova del quatre amb timoner del programa de rem. Formà equip amb Artūrs Garonskis, Dimants Krišjānis, Dzintars Krišjānis i Yuris Berzynsh.
En el seu palmarès també destaquen quatre medalles al Campionat del Món de rem, de plata el 1979 en la prova de quatre amb timoner i el 1983 en el quatre sense timoner, i de bronze el 1981 i 1982, en el quatre i vuit amb timoner respectivament. També fou campió de l'Espartakiada en dues ocasions en de quatre campionats soviètics.
De 1992 a 2012 va ser vicepresident del Comitè Olímpic de Letònia. Del 2012 al 2020 en va ser secretari general i des del 2020 n'és el president.